# Mike Connors
Mike Connors (født Krekor Ohanian, 15. august 1925, død 26. januar 2017) var en amerikansk skuespiller, bedst kendt for at spille detektiv Joe Mannix på CBS tv-serier, Mannix. Connors' karriere spændte over seks årtier, der ud over sit arbejde på tv har medvirket i utallige film.

## Personlige liv og død
Connors blev gift med Mary Lou Willey i 1949; sammen fik de en søn, Matthew Gunner Ohanian, og en datter, Dana Lou Connors.
Connors døde i Tarzana, Californien, en uge efter at være blevet diagnosticeret med leukæmi, i en alder af 91.

## Priser og hædersbevisninger
I 1969 vandt Connors en Golden Globe for sin rolle som Joe Mannix på Mannix.

## Delvis filmografi

### Tv
- The Adventures of Jim Bowie, episode "Broomstick Wedding" (1956) – Danny
- The Silent Service, episode "The Ordeal of the S-38" (1957) – Må Melhop
- The Walter Winchell File, "The Steep Hill" - Dave Hopper (1957)
- Cheyenne (TV series), episode "Dead to Rights" (1958) – Roy Simmons (som Michael Connors)
- Official Detective, episode "Cover-Up" (1958) - Martin Jespersen[2]
- Tightrope! (1959-1960) – Undercover-agent
- Mannix (1967-1975) – Joe Mannix
- The Death of Ocean View Park (1979) – Sam Jackson
- Today's FBI (1981-1982) – Ben Slater
- Public Enemy #2 (1993) – som sig selv
- Hart to Hart Returns (1993) - Bill McDowell
- Murder, She Wrote, episode "Flim Flam" (1995)- Boyce Brun
- Diagnosis: Murder, episode "Hard Boiled Murder" (1997) - Joe Mannix
- Walker, Texas Ranger, episode "Code of the West" (1998) – Dommer Arthur McSpadden
- Two and a Half Men, episode "Prostitutes and Gelato" (2007) – Hugo

### Film
| - Sudden Fear (1952) – Junior Kearney - The 49th Man (1953) – Lt. Magrew - Sky Commando (1953) – Lt. Hobson Lee - Island in the Sky (1953) – Gainer - Day of Triumph (1954) – Andrew - Five Guns West (1955) – Hale Clinton - The Twinkle in God's Eye (1955) – Lou - Day the World Ended (1956) – Tony Lamont - Swamp Women (1956) – Bob Matthews - Jaguar (1956) – Marty Lang - The Oklahoma Woman (1956) – Tom Blake - The Ten Commandments (1956) – Amalekitisk hyrde | - Shake, Rattle & Rock! (1956) – Garry Nelson - Flesh and the Spur (1956) – Stacy Tanner - Voodoo Woman (1957) – Ted Bronson - Live Fast, Die Young (1957) – Rick - Suicide Battalion (1958) – Maj. Matt McCormack - The Dalton That Got Away (1960) – Russ Dalton - Panic Button (1964) – Frank Pagano - Good Neighbor Sam (1964) – Howard Ebbets - Where Love Has Gone (1964) – Major Luke Miller - Harlow (1965) – Jack Harrison - Situation Hopeless... But Not Serious (1965) – Sgt. Lucky Finder | - Stagecoach (1966) – Hatfield - Kiss the Girls and Make Them Die (1966) – Kelly - Revenge For A Rape (1976) – Travis Green - Avalanche Express (1979) – Haller - Nightkill (1980) – Wendell Atwell - Too Scared to Scream (1985) – Lt. Alex Dinardo - Fist Fighter (1989) – Billy Vance - Downtown Heat (1994) – Steve - Gideon (1998) – Harland Greer - The Extreme Adventures of Super Dave (2000) – Osborne - Nobody Knows Anything! (2003) – Joe Mannix |

## Eksterne links
- Mike Connors på Internet Movie Database (engelsk)
- Mike Connors på Svensk Filmdatabas (svensk)
- Mike Connors på AlloCiné (fransk)
- Mike Connors på AllMovie (engelsk)
- Mike Connors på Rotten Tomatoes (engelsk)
- Mike Connors på The Movie Database (engelsk)
- The Dora Gray Story på Internet Movie Database (engelsk)
- "Cimarron City". ctva.biz. Hentet 8. september 2012. [3]
- Terrace, Vincent (2013). Encyclopedia of Television Pilots, 1937–2012. McFarland. s. 105. ISBN 978-0-7864-7445-5.

- Connors med Gail Fisher i et pr-foto for Mannix, 1970
- Connors med Genevieve Gilles i et pr-foto for Mannix, 1973
- Connors med Eddie Egan i et pr-foto for Mannix, 1972